# Hipnose de estrada

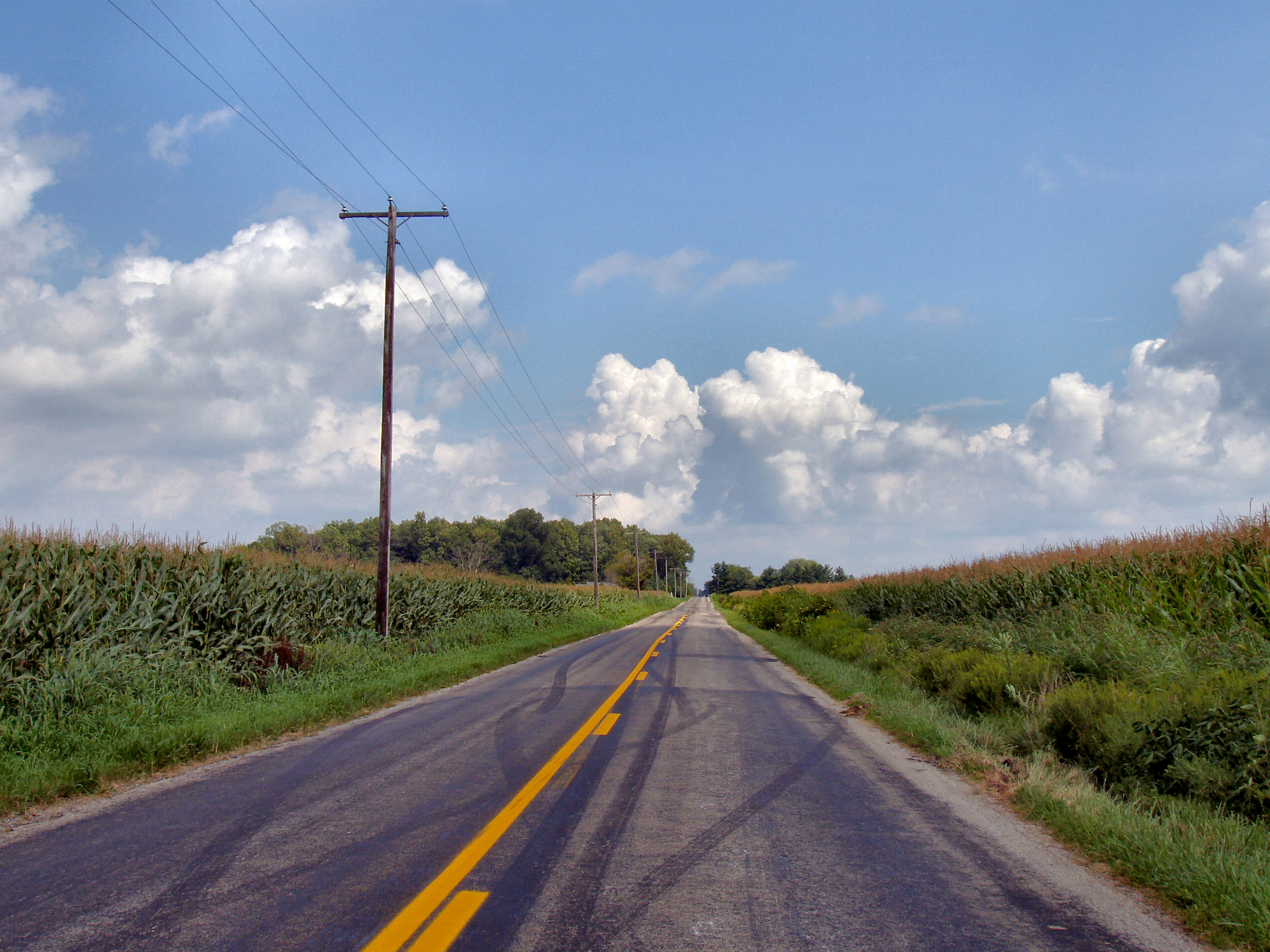
O estado mental de hipnose de estrada pode ocorrer em estradas como esta.

Hipnose de estrada, também conhecido como hipnose da estrada, hipnose na estrada ou hipnose rodoviária, é um estado mental em que uma pessoa pode dirigir um caminhão ou outro automóvel por grandes distâncias, responder a eventos externos da maneira esperada, segura e correta sem nenhuma lembrança de ter feito isso conscientemente. Neste estado, a mente do motorista está aparentemente toda focada em outra coisa, processando diretamente as informações necessárias para dirigir seguramente. Hipnose de estrada é uma manifestação do processo comum de automaticidade, em que o consciente e o inconsciente podem se concentrar em coisas diferentes.
O conceito de "hipnose de estrada" foi descrito pela primeira vez em um artigo de 1921 que mencionava o fenômeno de "hipnotismo de estrada": dirigir em estado de transe olhando para um ponto fixo. Um estudo de 1929, Dormir com os Olhos Abertos por Milhas, também tratou do assunto, sugerindo que era possível para os motoristas adormecerem com os olhos abertos. A ideia de que os acidentes rodoviários inexplicáveis pudessem ser justificados por este fenômeno tornou-se popular na década de 1950. O termo "hipnose de estrada" foi cunhado por G. W. Williams, em 1963. Baseando-se nas teorias de Ernest Hilgard (1986, 1992) de que a hipnose é um estado alterado de consciência, alguns teóricos sustentam que a consciência pode desenvolver dissociação hipnótica. No exemplo da hipnose de estrada, um fluxo de consciência está dirigindo o carro enquanto o outro lida com outros assuntos. A consciência dissociada que dirigiu o automóvel pode até mesmo desenvolver amnésia.